# Typhoon Club
Typhoon Club (japanisch 台風クラブ Taifū kurabu, teilweise im Deutschen Taifun Club) ist ein japanisches Filmdrama des Regisseurs Shinji Sōmai aus dem Jahr 1985. Es geht um eine Gruppe von Jugendlichen, die aufgrund eines aufziehenden Taifuns einen Tag in ihrer Schule verbringen müssen.

## Inhalt
Zu Beginn des Films wird der Schüler von einer Gruppe Mädchen drangsaliert und ertrinkt beinahe im Schwimmbecken der Schule. Daraufhin trifft er sich außerhalb der Stadt mit seinen Freunden Ken und Mikami, um heimlich zu rauchen. Am nächsten Tag trifft sich die Klasse zum Matheunterricht, aber drei Mädchen schwänzen lieber und verstecken sich im Schultheater. Zu Beginn der Stunde bricht eine Schlägerei aus, die der Lehrer Umemiya erst schlichten kann, als er androht die Schüler umzubringen. Als eine Taifunwarnung umgeht, begeben sich die meisten Schüler und Lehrer nach Hause. Allerdings wartet Mikami noch auf seine beste Freundin Rie, die verschwunden und nicht zur Schule gekommen ist. Später sieht man, wie sie sich mit einem Studenten anfreundet, ihn aber verlässt und durch Tokio irrt.
Auch Midori ist noch in der Schule, denn sie wollte den Lehrer etwas fragen. Doch stattdessen wird sie von Ken überrascht, der sie lüstern ansieht und durch das gesamte Schulgebäude bis ins Lehrerzimmer verfolgt. Dort zerreißt er ihre Bluse, scheint dann aber aufzuhören. Mikami trifft die beiden und schafft es sie zu versöhnen. Per Telefon versucht er den Lehrer Umemiya zu erreichen, der allerdings betrunken mit seiner Familie feiert und nicht bereit ist, ihm zu helfen. Bald darauf kommen die Mädchen aus dem Schultheater zurück und alle treffen sich in der Turnhalle. Dort beginnen sie auf der Bühne zu tanzen und ziehen dabei ihre Hosen bzw. Röcke aus. Als das Auge des Sturms die Schule erreicht, laufen die Schüler nach draußen und beginnen zu tanzen. Doch der Starkregen setzt erneut ein und die Schüler ziehen sich bis auf die Unterwäsche aus und tanzen zu einem Kinderlied im Regen.
Einige Zeit später liegen sie erschöpft auf Matten im Klassenzimmer. Nur Mikami kann nicht schlafen und scheint über Rie nachzudenken. Schließlich stapelt er mehrere Tische aufeinander und wartet auf den Morgen. Als der Sturm endet, steigt er auf den obersten Stuhlt und weckt seine Mitschüler. Dann sagt er, dass er die Lösung gefunden habe: Man könne nur würdevoll leben, wenn man einen würdevollen Tod erlebt habe. Damit öffnet er ein Fenster und springt hinaus. Bald darauf kehrt Rie aus Tokio zurück und trifft Akira, der nur berichtet, dass die Schule ausfällt. Zusammen laufen sie durch die Pfützen zur Schule und der Film endet.

## Rezeption
Michael Kienzl vom Filmdienst: „Man muss sich ein wenig auf die freie, entschleunigte und momenthafte Erzählweise von „Typhoon Club“ einlassen. Aber warum sollte ein Film über die Verlorenheit junger Menschen auch vorgeben, selbst auf Gewissheiten und Ziele zu setzen? Die Spannung entsteht dabei oft dadurch, dass die Stimmung jederzeit kippen kann.“
Nach Eberhard von Elterlein von der Berliner Morgenpost sei der Film „eine Entdeckung unter den Coming-of-Age-Filmen, weil er sinnfällig die Natur und dabei vor allem das Wasser als Sinnbild für das jugendliche Dasein zeigt. Alles schwebt, alles fließt.“

## Produktion
Yuka Ohnishi erzählte, dass sie beim Tanz im Regen hautfarbene Unterwäsche trug. Die Weltpremiere einer 4K-Version des Films fand auf der Japan Society am 27. April 2023 statt.

## Auszeichnungen
Yokohama Film Festival 1986
- Bester Regisseur für Shinji Sōmai
- Bester Nebendarsteller für Tomokazu Miura
- Beste Newcomerin für Yuka Ohnishi[8]

Tokyo International Film Festival 1986
- Tokyo Sakura Grand Prix

Hochi Film Award 1986
- Beste Nebendarstellerin für Tomokazu Miura